# József Szinnyei (bibliograf)

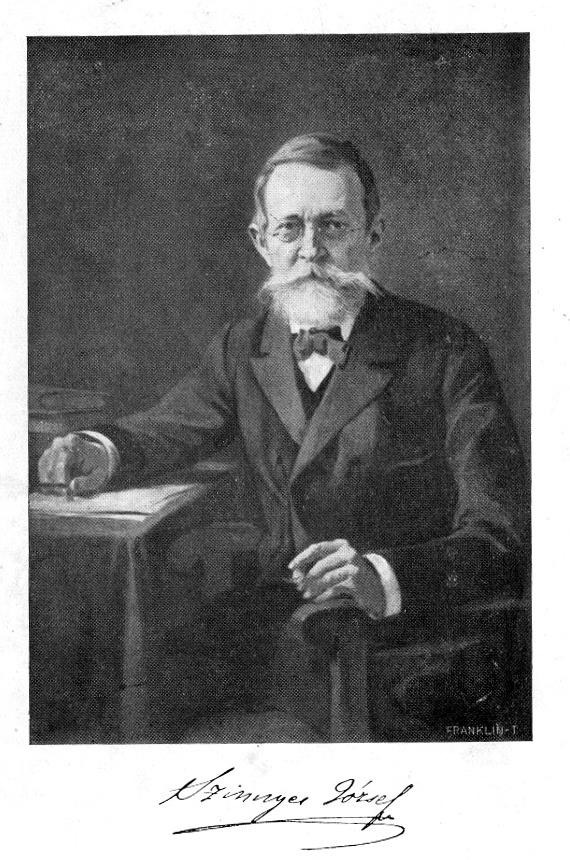
József Szinnyei.

József Szinnyei, född 18 mars 1830 i Komárno, död 9 augusti 1913 i Budapest, var en ungersk bibliograf och biografiförfattare. Han var far till spräkforskaren József Szinnyei.
Szinnyei var tjänsteman vid universitetsbiblioteket i Budapest 1872–1888 och i ungerska nationalmuseets bibliotek 1888–1913. Han utgav bland annat Magyar irók élete és munkái (Ungerska författares liv och skrifter; 14 band, omkring 30 000 biografier, 1890–1912).